# Unió Bubi
La Unió Bubi va ser un grup sociopolític i després partit polític creat per representar els interessos dels bubis de l'illa de Bioko.

## Història

### Conferència Constitucional
Creat per a la seva participació en la Conferència Constitucional de Guinea Equatorial de 1967, on hi foren els seus representants Mariano Ganet, Teófilo Bieveda, Gaspar Copariate Muebaque (aquests dos últims van ser també membres del MONALIGE) i Francisco Douga Mendo (antic Secretari General del MONALIGE a Fernando Poo).
Pretenia la incorporació de l'illa de Bioko a Espanya, o altrament una administració per a l'illa de Bioko diferent de la de Riu Muni.

### Eleccions de 1968 i entrada al govern
Transformat en partit polític, a les eleccions generals de Guinea Equatorial de 1968, el seu líder, Edmundo Bossio Dioko, va obtenir 5.000 vots (5'5%) en la primera volta per a la seva candidatura com a president, i 7 diputats en l'Assemblea Nacional. Per a la segona volta presidencial, va donar el seu suport a Francisco Macías Nguema, que es presentava a través del partit Idea Popular de Guinea Equatorial.
Altres noms importants van ser el de Gustavo Watson Bueco, deixeble de Gregorio Marañón a la Universitat Complutense de Madrid i metge del seminari de Banapá, que era un dels set diputats de la Unió Bubi en l'Assemblea Nacional i el d'Enrique Gori Molubela, qui havia participat com a vicepresident de l'Assemblea General en la Conferència Constitucional de Madrid de 1967-1968, mostrant-se contrari a la independència unificada de les nacions bubi i fang, i que va demanar suport al SI en el Referèndum sobre la Constitució de Guinea Equatorial de 1968.

### Dissolució
Després de la independència de Guinea Equatorial i la crisi diplomàtica amb Espanya, els seus líders van ser perseguits; Enrique Gori va ser jutjat i executat al juny de 1972, Gustavo Watson va morir també en 1972. Edmundo Bossio Dioko va ser investigat pels Serveis d'Informació equatoguineans a la fi de 1974. Va ser sotmès a arrest domiciliari i assassinat sota la dictadura de Francisco Macías Nguema, al febrer de 1975.